# Дзумалья
Дзума́лья (итал. Zumaglia) — коммуна в Италии, располагается в регионе Пьемонт, в провинции Бьелла.
Население составляет 1073 человека (2008 г.), плотность населения составляет 537 чел./км². Занимает площадь 2 км². Почтовый индекс — 13848. Телефонный код — 015.
Покровителями коммуны почитаются священномученик Фабиан, папа Римский, и святой мученик Себастьян, празднование 20 января.

## Демография
Динамика населения:

## Администрация коммуны
- Официальный сайт: